# Анью, Каролин
Каролин Анью (фр. Caroline Agnou; род. 26 мая 1996, Эвилар, Швейцария) — швейцарская легкоатлетка, специализирующаяся в многоборье. Чемпионка Европы среди молодёжи (2017). Чемпионка Европы среди юниоров (2015). Восьмикратная чемпионка Швейцарии.

## Биография
Родилась в Швейцарии в семье немецкой матери и отца из Бенина. Лёгкой атлетикой начала заниматься в клубе Satus из города Биль.
Впервые выступила за национальную команду в 2014 году, когда стала 11-й в семиборье на юниорском чемпионате мира. Спустя год на первенстве Европы до 20 лет установила личные рекорды в пяти дисциплинах и с результатом 6123 очка завоевала золотую медаль.
На чемпионате мира 2015 года заняла 22-е место.
В 2017-м году на молодёжном чемпионате Европы в польском Быдгоще установила личные рекорды в четырёх дисциплинах, благодаря чему выиграла соревнования семиборок с новым национальным рекордом среди взрослых — 6330 очков. Через месяц после этого успеха выступила на втором в карьере чемпионате мира, где заняла 21-е место в итоговом протоколе.

## Личные рекорды в отдельных видах семиборья
| Дисциплина        | Результат | Год  |
| ----------------- | --------- | ---- |
| 100 м с барьерами | 13,60     | 2017 |
| Прыжок в высоту   | 1,74 м    | 2015 |
| Толкание ядра     | 14,77 м   | 2017 |
| 200 м             | 24,36     | 2017 |
| Прыжок в длину    | 6,36 м    | 2017 |
| Метание копья     | 49,34 м   | 2015 |
| 800 м             | 2.16,06   | 2017 |

## Основные результаты
| Год  | Турнир                          | Место проведения          | Дисциплина | Место | Результат |
| ---- | ------------------------------- | ------------------------- | ---------- | ----- | --------- |
| 2014 | Чемпионат мира среди юниоров    | Юджин, США                | семиборье  | 11-е  | 5486      |
| 2015 | Чемпионат Европы среди юниоров  | Эскильстуна, Швеция       | семиборье  | 1-е   | 6123      |
| 2015 | Чемпионат мира                  | Пекин, Китай              | семиборье  | 22-е  | 5866      |
| 2017 | Чемпионат Европы в помещении    | Белград, Сербия           | пятиборье  | 13-е  | 4169      |
| 2017 | Hypo-Meeting                    | Гётцис, Австрия           | семиборье  | 22-е  | 5860      |
| 2017 | Чемпионат Европы среди молодёжи | Быдгощ, Польша            | семиборье  | 1-е   | 6330      |
| 2017 | Чемпионат мира                  | Лондон, Великобритания    | семиборье  | 21-е  | 6001      |
| 2018 | Чемпионат мира в помещении      | Бирмингем, Великобритания | пятиборье  | 10-е  | 4397      |